# Västerhaninge
Västerhaninge – miejscowość (tätort) w Szwecji, w regionie administracyjnym (län) Sztokholm, w gminie Haninge.
Według danych Szwedzkiego Urzędu Statystycznego liczba ludności wyniosła: 17 071 (31 grudnia 2015), 18 428 (31 grudnia 2018) i 18 975 (31 grudnia 2019).